# Заклопатица (Ластово)
Заклопатица је насељено место у саставу општине Ластово, на острву Ластову, Дубровачко-неретванска жупанија, Република Хрватска.

## Географски положај
Насеље се налази на северној страни острва Ластова, у заливу преко пута острвца Заклопатица. Од центра општине који се налази и у унутрашњости острва удаљено је свега 2 км северозападно, а југоозападно од трајектне луке Убле, дели је 7 км.

## Историја
До територијалне реорганизације у Хрватској налазила се у саставу старе општине Ластово.

## Становништво
На попису становништва 2011. године, Заклопатица је имала 87 становника.
| Број становника по пописима | Број становника по пописима | Број становника по пописима | Број становника по пописима | Број становника по пописима | Број становника по пописима | Број становника по пописима | Број становника по пописима | Број становника по пописима | Број становника по пописима | Број становника по пописима | Број становника по пописима | Број становника по пописима | Број становника по пописима | Број становника по пописима | Број становника по пописима |
| --------------------------- | --------------------------- | --------------------------- | --------------------------- | --------------------------- | --------------------------- | --------------------------- | --------------------------- | --------------------------- | --------------------------- | --------------------------- | --------------------------- | --------------------------- | --------------------------- | --------------------------- | --------------------------- |
| 1857                        | 1869                        | 1880                        | 1890                        | 1900                        | 1910                        | 1921                        | 1931                        | 1948                        | 1953                        | 1961                        | 1971                        | 1981                        | 1991                        | 2001                        | 2011                        |
| 0                           | 0                           | 0                           | 0                           | 0                           | 0                           | 0                           | 15                          | 12                          | 5                           | 0                           | 0                           | 22                          | 69                          | 71                          | 87                          |

Напомена: Исказује се од 1991. као самостално насеље настало издвајањем из насеља Ластово, где су подаци и садржани у 1961. и 1971. Као део насеља исказује се од 1931.

### Попис1991.
На попису становништва 1991. године, насељено место Заклопатица је имало 69 становника, следећег националног састава:
| Попис 1991.‍  | Попис 1991.‍  | Попис 1991.‍ | Попис 1991.‍ | Попис 1991.‍ |
| ------------ | ------------ | ----------- | ----------- | ----------- |
|              |              |             |             |             |
| Хрвати       | Хрвати       |             | 63          | 91,30%      |
| Југословени  | Југословени  |             | 1           | 1,44%       |
| Срби         | Срби         |             | 1           | 1,44%       |
| неопредељени | неопредељени |             | 1           | 1,44%       |
| регион. опр. | регион. опр. |             | 2           | 2,89%       |
| непознато    | непознато    |             | 1           | 1,44%       |
| укупно: 69   |              |             |             |             |